# This Is Christmas
This Is Christmas (titulada: Esto es navidad en España y Esta navidad en Hispanoamérica) es una comedia romántica británica de 2022, dirigida por Chris Foggin y escrita por Alastair Galbraith. Está protagonizada por un reparto coral integrado por Kaya Scodelario, Alfred Enoch, Nadia Parkes, Timothy Spall, Ben Miller, Sarah Niles, Jeremy Irvine, Alexandra Roach y Joanna Scanlan.
Fue estrenada el 9 de diciembre de 2022 en el canal Sky Cinema y Now.En España fue lanzada por la plataforma SkyShowtime, mientras que en Hispanoamérica por Star+.

## Premisa
Emma (Kaya Scodelario), una chef que está a punto de mudarse a Chicago, y Adam (Alfred Enoch), dueño de una agencia de publicidad, viajan a Londres en el mismo tren todos los días, coincidiendo con las mismas personas. Cuando llega la época de las fiestas, Adam propone organizar una fiesta de Navidad para todos los pasajeros.

## Elenco
- Kaya Scodelario como Emma
- Alfred Enoch como Adam
- Nadia Parkes como Suzy
- Timothy Spall como Ray
- Ben Miller como Jonathan
- Jack Donoghue como Dean
- Jeremy Irvine as Simon
- Alexandra Roach como Amanda
- Joanna Scanlan como Linda
- Sarah Niles como Judith
- Clinton Liberty como Michael
- Robert Emms como Paul
- Steve Oram como el conductor
- Laura Aikman como Polly
- Rebecca Root como Miranda
- Virginia Thompson as Fay

## Producción
El rodaje tuvo lugar en el verano de 2022 en Londres y Hertfordshire.Por esta razón, gran parte de las escenas fueron rodadas a altas temperaturas.

## Recepción
Gabriela del sitio Digital Spy la califió como la «mejor película navideña del 2022» y comentóː «con la suficiente dulzura azucarada, junto con un toque de tristeza, y por supuesto, un final feliz para convertirla en una película navideña».
Escribiendo para la organización Common Sense Media, Stefan Pape comentó: «si bien es innegable que This Is Christmas es algo sensiblero, sigue pudiéndose ver gracias a la simpatía de su protagonista».